# Asadulá Sarvari
Asadulá Sarvari (pastún: اسد الله سروري; Gazni, 1941) es un militar, político y diplomático afgano.

## Carrera militar
Sarvari nació en 1941 en el seno de una familia tayika en Gazni. Se inscribió en las Fuerzas Armadas y lo capacitaron como piloto de combate en la Unión Soviética. En 1967 se unió al recientemente fundado Partido Democrático Popular de Afganistán (PDPA), convirtiéndose en un fervoroso partidario de Nur Mohammad Taraki. Según el historiador afgano Hassan Kakar, Sarvari era el más radical y aventurero de todos los dirigentes del PDPA.
En julio de 1973 participó activamente en el golpe de Estado que derrocó al último rey afgano, Zahir Shah, y llevó al poder a Mohammed Daud Khan. Desde el verano hasta el otoño de 1973 fue Comandante de Kabul. A continuación, fue el jefe de las fuerzas antiaéreas, hasta 1976, cuando fue transferido a la reserva.

## Jefe de inteligencia
Durante la Revolución de abril de 1978, probó personalmente los aviones que bombardearon el palacio de Daud. Con el nuevo gobierno, fue nombrado Jefe del Consejo de Seguridad Nacional y Director del Departamento para Salvaguardar los Intereses de Afganistán (central de inteligencia). En este tiempo, participó en la tortura del exministro de Planificación (y futuro primer ministro) Sultán Alí Keshtmand.
El 27 de marzo de 1979, asumió como miembro del Alto Consejo de Defensa Nacional.
Sarvari, Mohammad Aslam Watanjar y Said Mohammad Gulabzoi intentaron desbaratar el golpe que realizó Hafizullah Amín el 15 de septiembre de 1979. Fallaron y Sarvari se refugió en la embajada de la URSS en calidad de asilado político. El día 16 Amín le revocó todos sus cargos. En algún momento posterior abandonó el país, para regresar la noche del 24 al 25 de diciembre. Unos días después, Amín sería derrocado.

## Altos cargos y carrera diplomática
El nuevo primer ministro Babrak Karmal designó a Sarvari primer ministro adjunto y ministro de transporte, así como el Consejo Revolucionario lo nombró como uno de los vicepresidentes. Sin embargo, en junio fue removido de estos cargos. El 17 de agosto de 1980 fue enviado como embajador a Mongolia. El 11 de julio de 1981 dejó de ser miembro del Buró Político del PDPA. En 1984 dejó de ser embajador en Mongolia para pasar a serlo en Yemen del Sur. El 10 de julio de 1986 dejó de ser miembro del Comité Central del PDPA. En 1988 dejó de ser embajador.

## Últimos años
En 1990 Sarvari se exilió a la India, por haber sido acusado de participar en el intento de golpe de Estado del Tte. Gral. Shah Navaz Tanai. En 1992, cuando los fundamentalistas tomaron el poder, fue detenido por los milicianos de Ahmad Shah Masud. Durante este tiempo estuvo preso y se desconoce por qué sobrevivió, teniendo en cuenta que los comunistas eran asesinados de forma sumaria y masiva por los fundamentalistas.
El 26 de diciembre de 2005 se le inició un juicio, acusado de haber participado en detenciones arbitrarias, tortura y muerte de cientos de fundamentalistas cuando era jefe de inteligencia y de conspirar para derrocar al Estado Islámico en los '90. El 23 de febrero de 2006 el tribunal lo condenó a muerte por la primera acusación y lo absolvió por la segunda. Amnistía Internacional denunció el juicio como extremadamente injusto; mientras que otros sospechan que estaba influido por viejos rencores personales. En octubre de 2008, el Tribunal de Apelación le conmutó la pena a 19 años de prisión.
Sarvari está casado y tiene tres hijos.